# Koprivnički Bregi
Koprivnički Bregi est un village et une municipalité située dans le comitat de Koprivnica-Križevci, en Croatie. Au recensement de 2001, la municipalité comptait 2 549 habitants, dont 97,06 % de Croates et le village seul comptait 1 516 habitants.

## Localités
La municipalité de Koprivnički Bregi compte 3 localités :
- Glogovac
- Jeduševac
- Koprivnički Bregi